# جيني شيء جيد
جيني شيء جيد  هو فيلم وثائقي قصير أمريكي عن عام 1969 حول الأطفال والفقر، من إخراج جوان هورفاث. تم إنتاجه من قبل هيد استارت، وهو يظهر أهمية التغذية الجيدة لأطفال الحضانة المحرومين.
وقد تم ترشيح الفيلم لجائزة الأوسكار لأفضل فيلم وثائقي قصير

## روابط خارجية
- جيني شيء جيد على موقع IMDb (الإنجليزية)
- جيني شيء جيد على موقع قاعدة بيانات الفيلم (الإنجليزية)
- جيني شيء جيد على موقع ليتربوكسد (الإنجليزية)
- جيني شيء جيد على موقع كينوبويسك (الروسية)